# Paracheirodon
Paracheirodon – rodzaj słodkowodnych ryb z rodziny kąsaczowatych (Characidae).

## Występowanie
Dorzecze Amazonki.

## Klasyfikacja
Gatunki zaliczane do tego rodzaju:
- Paracheirodon axelrodi – neon czerwony[3], neon Axelroda[4], neonek Axelroda[5]
- Paracheirodon innesi – neon Innesa[6], bystrzyk neonowy[7], bystrzyk Innesa[8]
- Paracheirodon simulans – bystrzyk błękitny[9]

Gatunkiem typowym jest Hyphessobrycon innesi (P. innesi).

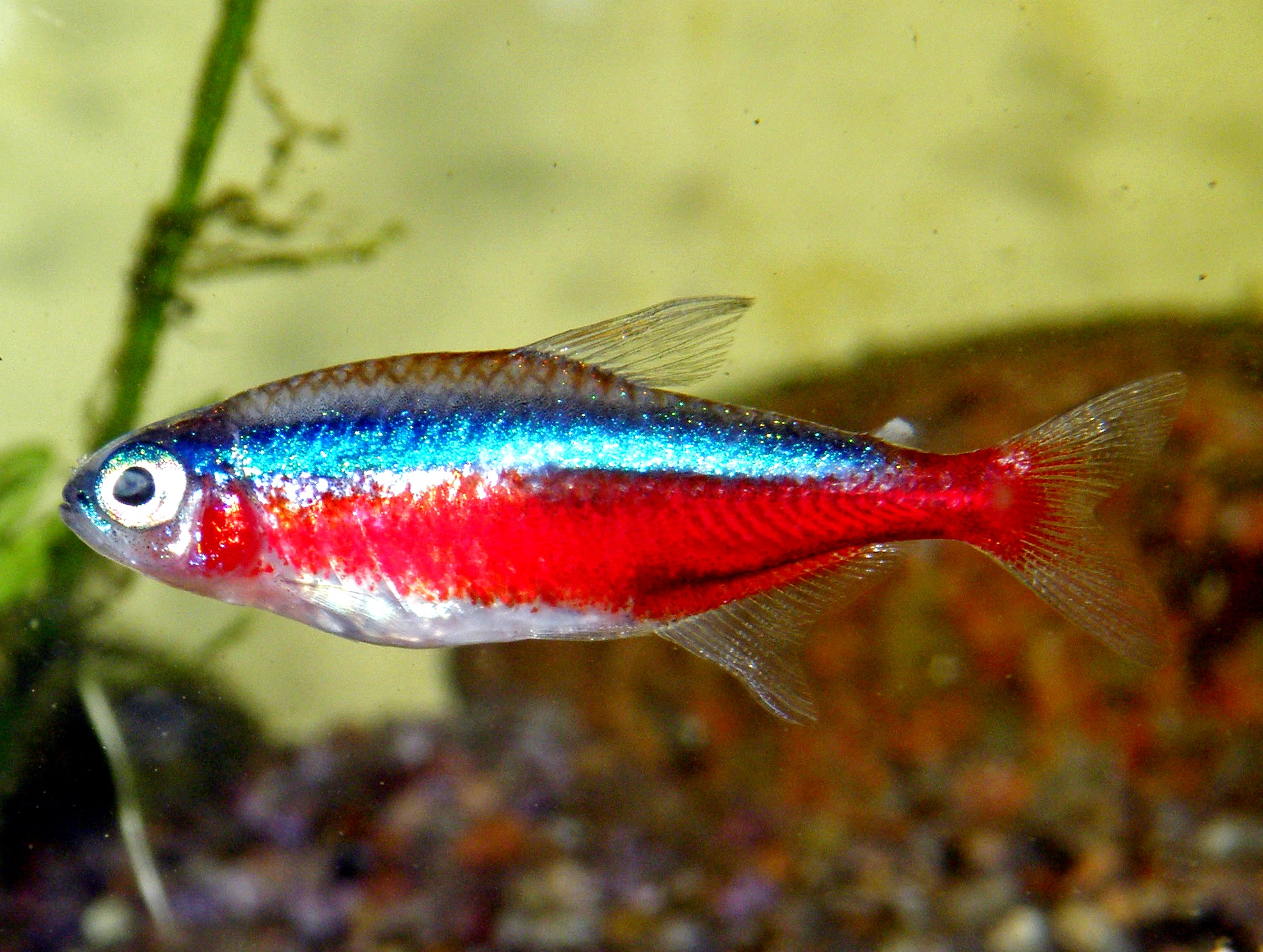
Paracheirodon axelrodi
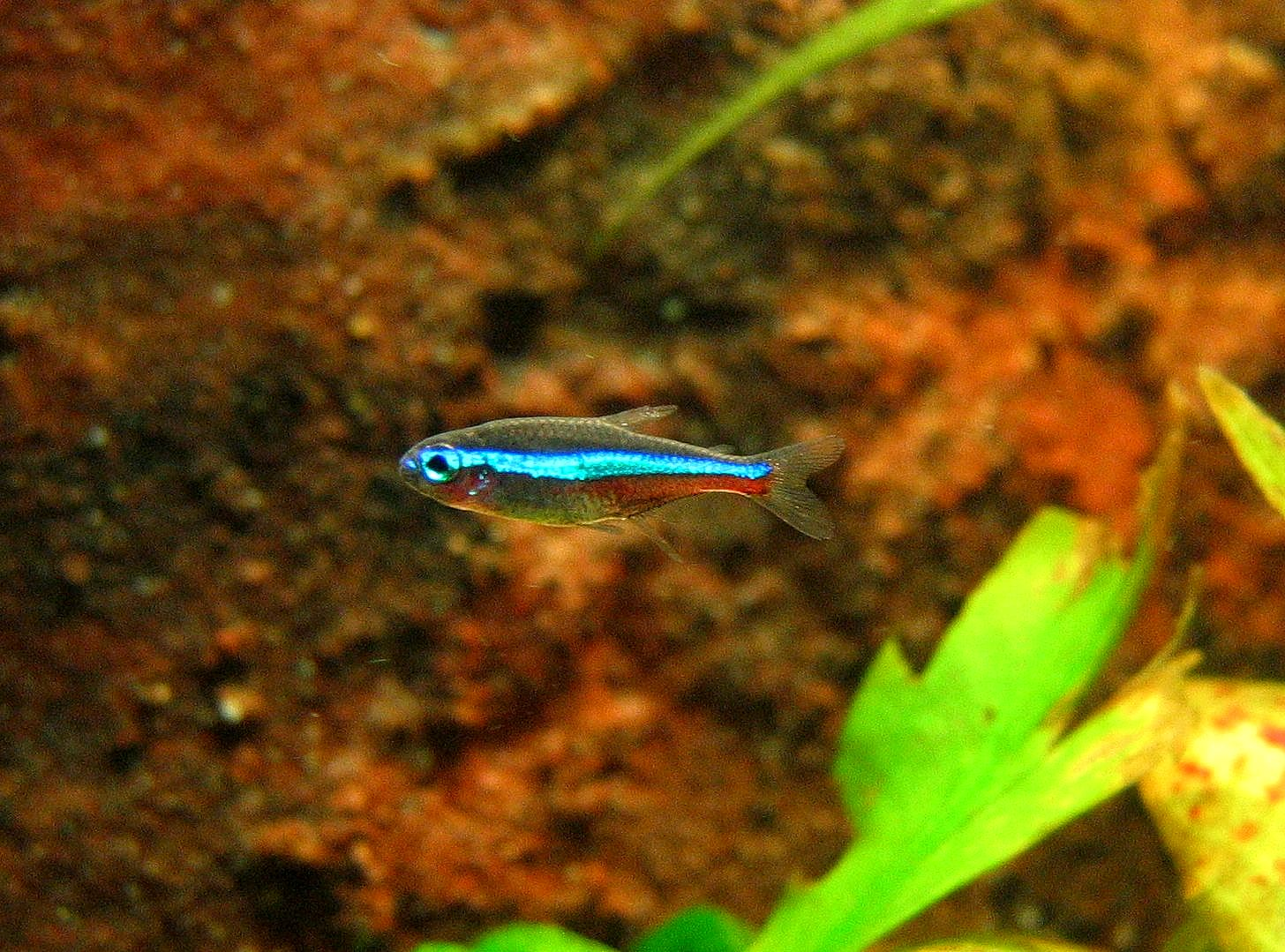
Paracheirodon simulans